# Florina Chintoan
Florina Maria Chintoan (født d. 6. december 1985) er en kvindelig rumænsk håndboldspiller som spiller for CS Gloria Bistrița-Năsăud og tidligere Rumæniens kvindehåndboldlandshold.